# Espagnol chilien
L’espagnol chilien (espagnol : español de Chile,), ou castillan chilien, est une variante d'espagnol parlée sur le territoire du Chili. Ses différences avec les autres variantes ou accents d'Amérique latine concernent principalement la prononciation, la syntaxe des phrases et le vocabulaire. La variante chilienne est connue pour avoir une multiplicité de tons pour chaque situation, en plus de sa façon particulière de conjuguer le tú (tu, toi) ou vos (vous), mais ce mot est considéré comme très informel et d'un niveau inférieur de langue[pas clair].

## Prononciation
- Une des principales caractéristiques est dans l'aspiration de la lettre s, sauf à l'initiale du mot. Par exemple, dans le mot trenes il est prononcé « treneh », dans le mot descontento, il est prononcé « dehcontento », mais dans le mot saber, on n'aspire pas le s puisqu'il se trouve à l’initiale. L'aspiration a le son d'un j (jota) lisse. Cette caractéristique est aussi présente dans certaines variétés de l'Espagne méridionale, dans les Caraïbes et dans une grande partie de l'Amérique du Sud.
- Au Chili, comme presque partout en Amérique hispanophone, le s est sifflant (comme en français) et non chuintant comme en Espagne. De même, le seseo (prononciation de c, devant e ou i, et de z qui est identique à celle de s) est généralisé.
- Le x, en début de mot, se prononce comme un s ou un j : Xilófono se prononce « silófono » et le prénom Ximena se prononce Jimena.
- Le s final est souvent muet, et c'est le contexte de la phrase qui permet de savoir. Par exemple, le pluriel hasta lunes se prononce comme le singulier « hasta lune ». L'expression muchas gracias se prononce « muchah gracia ».
- La conjugaison des verbes est aussi un peu différente à la seconde personne du singulier. En effet, celle-ci est dérivée de la forme originale du vouvoiement (voseo)  dans lequel le s final est élidé. Par exemple, pour «¿que pensais de...?», on dira «¿que pensái' de...?». C'est cette règle grammaticale que vient le fameux « cachái' ».
- Les mots finissant par da ou ra, comme nada ou para, sont prononcés respectivement na ou naha et pa. Le d disparaît dans la prononciation. L'exemple suivant donne pour para nada, de nada (« pour rien », « de rien »), « pa' naha », « de naha ».
- Des variations de mots comme pues, qui se prononce « po » (ou « pué »), si pues étant prononcé « si po ».

De plus existe une différence selon la ville ou simplement le quartier et le niveau social des locuteurs. Un même mot sera prononcé à la chilienne mais différemment comme dans une ville comme Santiago, où les lettres finales seront plus ou moins accentuées selon le quartier. Par exemple, un mot vulgaire comme huevada (« connerie ») sera prononcé, « huévah' » dans les quartiers populaires mais « huévada »  dans les quartiers riches. Le d est ici accentué.
Enfin, les nouvelles générations utilisent très fréquemment les mots weá et weón (écrits selon la prononciation usitée) qui peuvent remplir n'importe quelle fonction grammaticale. Weá (Huevada au Chili, hueva, en espagnol correct) est principalement associé à une chose ou un sujet en particulier et weón/weona (guevon/huevona) à une personne, le contexte jouant un rôle particulièrement important.

## Lexique
- Le castillan parlé au Chili a reçu beaucoup d'apports, dans leur majorité d'origine autochtone, comme des mots d'origine mapudungun, de peuples indigènes étrangers comme le quechua et une quantité assez nombreuse de mots qu'ont apportés les immigrants européens qui ont commencé à arriver au Chili depuis le milieu du XIXe siècle. Des exemples de ceci sont des mots d'utilisation quotidienne comme guagua (bébé), d'origine quechua et d'autres d'origine mapudungun comme cahuín (comérage, bavardage).

- Une des « lettres de présentation » chiliennes à l'étranger est sans doute l'affirmation cachai? (de cachar), qui signifie « tu me comprends? », provenant du verbe anglais « to catch », qu'à son tour signifie « recueillir, comprendre, manier ». Une autre expression caractéristique est la phrase « al tiro »[2],[4] qui veut dire « immédiatement » ou « rapide », bien qu'à beaucoup d'occasions l'expression reste seulement dans de bonnes intentions. Encore un détail qui caractérise la langue chilienne dans la langue informelle, le « poh » ajouté (presque) systématiquement en fin de phrase, qui n'est que le pues prononcé comme vu précédemment.

- Les mots d'origine nettement européenne non espagnole, qui se sont enracinés peu à peu dans le vocabulaire chilien avec l'arrivée massive des immigrants, méritent une mention particulière : closet (armoire, penderie), con tutti (rapidement), atento al luppo (mettre une attention), kuchen (mot allemand appliqué à tout type de pâté en croûte), kindergarten (le t étant prononcé comme un D) (mot allemand pour jardin d'enfants), marraqueta (pain typique du Chili qui a été inventé par un immigrant français du nom de Marraquet). À Valparaíso et dans d'autres villes chiliennes, on dit encore pan francés (pain français).

## Autre mots d'origine non espagnole
- afiche (du français affiche) (en Espagne : cartel)
- bifé (du français, buffet)[5] : buffet, armoire, commode
- bistec (de l'anglais  beef steak)
- chucrut (du français choucroute)
- guagua : (« bébé » ; origine inconnue ; en d'autres pays d’Amérique hispanophone non andine et aux îles Canaries : « bus »…)
- huaipe (de l'anglais wiper, qui nettoie)
- jaibón (de l'anglais high born, qui est né avec des privilèges)[6]
- jeep (de la marque américaine de voitures tout terrain  Jeep),
- living (salle, de l'anglais living room)
- lobby (de l'anglais lobby, foyer)[7].
- mall (de l'anglais américain  mall, centre commercial)
- marraqueta (appelé aussi  «pan batido» en Antofagasta, Valparaíso et d'autres régions, et « pan francés » (pain français) à Concepción et Temuco),
- overol de l'anglais over all: combinaison de travail qui se met par-dessus (over all) les vêtements.
- panqueque (« crêpe », masse douce ou avec du sel, de l'anglais  pancake)
- scotch (de la marque de ruban adhésif  Scotch), etc.
- station wagon : signifie un « break  » (automobile) (en Espagne : ranchera)